# 豺狼狹胸菊虎
豺狼狹胸菊虎（學名：Stenothemus lupus）為菊虎科狹胸菊虎屬的一種。

## 物種描述
本種頭部成黑色，頭楯、頭後部淡褐色；觸角暗褐色，每節觸角小節端部淡褐色；大顎淡褐色，末端暗褐色；小顎鬚、下唇鬚淡黃色；前胸背板黑色，盤區中央有一大形淡褐斑；小楯板淡褐色；翅鞘暗褐色，肩端部淡黃色，中、後胸腹板和腹部暗褐色；足基節、轉節、腿節、脛節和跗節淡褐色。全身覆滿淡黃色細毛，頭楯前緣著生淡色刺毛，觸角、翅鞘和足除了細毛並參混黃色刺毛，但翅鞘基部較稀疏。頭部後側稍微隆起，側緣至頭楯前緣則略為凹陷，頭楯前緣中央有一凹口，表面布滿細微點刻而無光澤，觸角窩後有一矩形凹陷，觸角向後延伸至翅鞘2/3。前胸背板近正方形，側緣近直線，側緣後側近後緣角隘縮；表面隆起，尤其是後面的部分，前側緣則凹陷，中線有一縱溝現於中後部；無光澤。小楯板三角形然末端圓弧。翅鞘除基部較為光滑外表面點刻緊密。足修長。
雄蟲與雌蟲在體色、毛列和點刻皆相同，惟雌蟲複眼明顯小於雄蟲，體幅較雄蟲寬，且觸角也短於雄蟲，觸角向後延伸至翅鞘1/2。

## 分布
目前僅知分布於台灣。

## 發現歷史
2016年，臺灣大學昆蟲系蕭昀等人在檢視狹胸菊虎屬的標本時，發現了三個未曾描述過的物種，發現了三個未曾描述過的物種，並分別以三個星座命名。其中一件以豺狼座（Lupus）命名，意指其灰褐色的體色像狼一般。另外兩種後來分別命名為雙子狹胸菊虎（S. gemini）及稚狐狹胸菊虎（S. vulpecula）。